# Mangunjaya (Arjasari)
Mangunjaya is een bestuurslaag in het regentschap Bandung van de provincie West-Java, Indonesië. Mangunjaya telt 6282 inwoners (volkstelling 2010).